# Стандарти комп'ютерних дисплеїв
За всю історію персонального комп'ютера використовувались різноманітні стандарти комп'ютерних дисплеїв. Вони найчастіше визначаються як комбінація роздільності дисплея (вказується як ширина і висота в пікселях), глибини кольору (вимірюється в бітах) і частоти оновлення (виражається в герцах). Пов'язані з роздільністю та частотою оновлення і відеоадаптери. Ранні відеоадаптери були простими буферами кадрів (фрейм-буферами), але новіші стандарти дисплеїв визначили ширший набір функцій відображення і керований програмним забезпеченням інтерфейс.
До 2003 року більшість комп'ютерних моніторів мала співвідношення сторін дисплею 4:3, деякі мали 5:4. Між 2003 і 2006, стали доступними монітори з співвідношенням сторін 16:10, спочатку в лептопах а потім і в настільних моніторах. Ці монітори знайшли продуктивне використання, тобто окрім широкоекранного кіно та відеоігор, текстові процесори змогли одразу відображати дві стандартні сторінки формату letter, а САПР відображати великі ілюстрації та меню одночасно. VESA визначила стандарти керування живленням та ідентифікації пристрою. А ергономічність визначають стандарти TCO.

Порівняння стандартів дисплеїв. Кольори позначають певне співвідношення сторін

## Стандарти
| Відеостандарт                | Повна назва                                        | Опис | Роздільність дисплею (пікселів)                             | Співвідношення сторін дисплея | Глибина кольору (2^bpp кольорів) |
| ---------------------------- | -------------------------------------------------- | --- | ----------------------------------------------------------- | ----------------------------- | -------------------------------- |
| без назви                    | без назви                                          | Варіації Apple, Atari і Commodore PC поширені в 1977—1982 роках. Використовували для відображення телевізори. | 320×200i (приблизно)                                        | 4:3                           | від 16 до 128 кольорів           |
| без назви                    | без назви                                          | Commodore Amiga, Atari ST та інші. Використовували NTSC або PAL RGB-дисплеї. | 720×480i (приблизно)                                        | 4:3                           | 4096 кольорів                    |
| MDA                          | Monochrome Display Adapter                         | Оригінальний стандарт на IBM PC та IBM PC/XT з 4 КБ відеопам'яті. Введений у 1981 році IBM. Підтримував лише текстовий режим. | 720×350 (текст)                                             | 72:35                         | 1 bpp                            |
| CGA                          | Color Graphics Adapter                             | Введений у 1981 році IBM, як перший стандарт кольорових дисплеїв для IBM PC. Відеокарти стандарту CGA мали 16 KB відеопам'яті. | 640×200 (128k) 320×200 (64k) 160×200 (32k)                  | 16:5 16:10 4:5                | 1 bpp 2 bpp 4 bpp                |
| HGC                          | Hercules Graphics Card                             | Монохромний дисплей, здатний відображати текст та графіку. Був дуже популярним для використання з електронними таблицями Lotus 1-2-3, що був одним з перших «убивчих застосунків» персональних комп'ютерів. Введений у 1982 році. | 720×348 (250,5k)                                            | 60:29                         | 1 bpp                            |
| EGA                          | Enhanced Graphics Adapter                          | Введений у 1984 році IBM. Роздільність 640×350 пікселів, 16 різних кольорів (4 біти на піксель, англ. bits per pixel, bpp), вибраних з 64-колірної палітри (2 біти на кожен red-green-blue). | 640×350 (224k)                                              | 64:35                         | 4 bpp                            |
| PGC                          | Professional Graphics Controller                   | З вбудованим 2D і 3D прискоренням, введений у 1984 році для 8-бітних PC-шинах, призначений для САПР застосунків, складається з трьох друкованих плат, має вбудований процесором, і відображає відео з частотою 60 Гц. | 640×480 (307k)                                              | 4:3                           | 8 bpp                            |
| MCGA                         | Multicolor Graphics Adapter                        | Введений на деяких моделях PS/2 в 1987 році, зі зменшеною вартістю порівняно з VGA. MCGA мав режими 320x200 256 кольорів (з палітри в 262 144 кольорів) та монохромний 640x480 через 64 КБ відеопам'яті, порівняно з 256 КБ в VGA. | 320×200 (64k) 640×480 (307k)                                | 16:10 4:3                     | 8 bpp 1 bpp                      |
| 8514                         |                                                    | Попередник XGA, вийшов в одночасно з VGA в 1987 році . 8514/A карти відображали черезрядкове відео з частотою 43,5 Гц. | 1024×768 (786k)                                             | 4:3                           | 8 bpp                            |
| VGA                          | Video Graphics Array                               | Введений у 1987 році IBM. VGA є фактично набором різних роздільностей, але найчастіше використовується сьогодні для означення дисплею 640×480 пікселів, 16 кольорів (4 bits per pixel) і співвідношенням сторін 4:3. Також визначаються як VGA такі режими, як графічний 320×200, 256 кольорів (8 bits per pixel) і текстовий 720×400 пікселів. VGA дисплеї та адаптери загалом здатні до Mode X-графіки, незадокументованого режиму, що дозволяє більші, не відповідаючі стандартам роздільності.             | 640×480 (307k) 640×350 (224k) 320×200 (64k) 720×400 (текст) | 4:3 64:35 16:10 9:5           | 4 bpp 4/8 bpp 4 bpp              |
| SVGA                         | Super VGA                                          | Стандарт дисплеїв, створений VESA для IBM PC-сумісних персональних комп'ютерах. Введений у 1989 році. | 800×600 (480k)                                              | 4:3                           | 4 bpp                            |
| XGA                          | Extended Graphics Array                            | Стандарт дисплеїв від IBM введений у 1990 році. XGA-2 додав режим 1024×768 підтримку high color і швидше оновлення кадрів, вдосконалене виконання, і підтримку режиму 1360×1024, 16 кольорів (4 bits per pixel). | 1024×768 (786k) 640×480 (307k)                              | 4:3                           | 8 bpp 16 bpp                     |
| XGA+                         | Extended Graphics Array Plus                       | Неофіційна назва, зараз використовується для означення режиму 1152x864, що є найбільшим для співвідношення 4:3 і нараховує майже мільйон пікселів. Його варіанти використовувались Apple Computer (1152x870) і Sun Microsystems (1152x900) для 21-дюймових CRT дисплеїв. | 1152×864 (995k) 640×480 (307k)                              | 4:3                           | 8 bpp 16 bpp                     |
| QVGA                         | Quarter VGA                                        | | 320×240 (75k)                                               | 4:3                           |                                  |
| WQVGA                        | Wide QVGA                                          | | 480×272 (127.5k)                                            | 16:9                          |                                  |
| HQVGA                        | Half QVGA                                          | Роздільність 240×160 або 160×240 пікселів, що використовується в Game Boy Advance. Така роздільність є половиною QVGA, котра в свою чергу є чвертю VGA. | 240×160 (38k)                                               | 3:2                           |                                  |
| QQVGA                        | Quarter QVGA                                       | | 160×120 (19k)                                               | 4:3                           |                                  |
| WXGA                         | Widescreen Extended Graphics Array                 | Версія формату XGA. Співвідношення сторін набуло популярності в деяких ноутбуках. | 1280×720 (922k) 1280×800 (1024k) 1440×900 (1296k)           | 16:9 або 16:10                | 32 bpp                           |
| SXGA                         | Super XGA                                          | Розповсюджений de facto 32 bit Truecolor стандарт, з незвичайним співвідношенням сторін 5:4 (1.25:1) на відміну від звичайного 4:3 (1.33:1), що означає, що зображення і відео 4:3 будуть letterboxed на вужчих екранах 5:4. Це головним чином фізичне співвідношення сторін і природна роздільність для стандартних 17" і 19" LCD моніторів. - Деякі виробники зазначають, що de facto промисловим стандартом був VGA (Video Graphics Array) і називають цей стандарт Extended Video Graphics Array або XVGA. | 1280×1024 (1310k)                                           | 5:4                           | 32 bpp                           |
| WXGA+, або WXGA, (або WSXGA) | Widescreen Extended Graphics Array PLUS            | Версія формату WXGA. Співвідношення сторін набуло популярності в деяких ноутбуках, таких як моделі з 19" широкоекранним LCD моніторами. | 1440×900 (1296k)                                            | 16:10                         | 32 bpp                           |
| WSXGA+                       | Widescreen Super Extended Graphics Array Plus      | Версія формату WXGA. | 1680×1050 (1764k)                                           | 16:10                         | 32 bpp                           |
| UXGA                         | Ultra XGA                                          | de facto Truecolor стандарт. | 1600×1200 (1920k)                                           | 4:3                           | 32 bpp                           |
| WUXGA                        | Widescreen Ultra Extended Graphics Array           | Версія формату UXGA. Співвідношення сторін набуло популярності в high end 15" і 17" широкоекранних ноутбуках. | 1920×1200 (2304k)                                           | 16:10                         | 32 bpp                           |
| 2K                           | DLP Cinema Technology                              | Digital Film Projection | 2048×1080 (2212k)                                           | 1.9                           | 48 bpp — 24 FPS                  |
| QXGA                         | Quad Extended Graphics Array                       | | 2048×1536 (3146k)                                           | 4:3                           | 32 bpp                           |
| WQXGA                        | Widescreen Quad Extended Graphics Array            | Версія формату XGA. Співвідношення сторін головним чином використовується в 30" LCD моніторах.[джерело?] | 2560×1600 (4096k)                                           | 16:10                         | 32 bpp                           |
| QSXGA                        | Quad Super Extended Graphics Array                 | | 2560×2048 (5243k)                                           | 5:4                           | 32 bpp                           |
| WQSXGA                       | Wide Quad Super Extended Graphics Array            | | 3200×2048 (6554k)                                           | 25:16                         | 32 bpp                           |
| QUXGA                        | Quad Ultra Extended Graphics Array                 | | 3200×2400 (7680k)                                           | 4:3                           | 32 bpp                           |
| WQUXGA                       | Wide Quad Ultra Extended Graphics Array            | IBM T220/T221 LCD monitors підтримували цю роздільність, але вони більше не доступні. | 3840×2400 (9216k)                                           | 16:10                         | 32 bpp                           |
| 4K                           | DLP Cinema Technology                              | Digital Film Projection | 4096×1716 (7029k)                                           | 2.39                          | 48 bpp — 24 FPS                  |
| HXGA                         | Hex[adecatuple] Extended Graphics Array            | | 4096×3072 (12583k)                                          | 4:3                           | 32 bpp                           |
| WHXGA                        | Wide Hex[adecatuple] Extended Graphics Array       | | 5120×3200 (16384k)                                          | 16:10                         | 32 bpp                           |
| HSXGA                        | Hex[adecatuple] Super Extended Graphics Array      | | 5120×4096 (20972k)                                          | 5:4                           | 32 bpp                           |
| WHSXGA                       | Wide Hex[adecatuple] Super Extended Graphics Array | | 6400×4096 (26214k)                                          | 25:16                         | 32 bpp                           |
| HUXGA                        | Hex[adecatuple] Ultra Extended Graphics Array      | | 6400×4800 (30720k)                                          | 4:3                           | 32 bpp                           |
| WHUXGA                       | Wide Hex[adecatuple] Ultra Extended Graphics Array | | 7680×4800 (36864k)                                          | 16:10                         | 32 bpp                           |

## Префікси стандартів
Хоча загальні стандартні префікси super і ultra не означають специфічних модифікацій базового стандарту, деякі інші це роблять:
Quarter (Q)
Чверть стандартної роздільності. Так наприклад QVGA становить половину ширини і висоти VGA, отже є його четвертою частиною. Також цей префікс використовується для «Quad» в вищих роздільностях.
Wide (W)
The base resolution increased, and not lowered, for square or near-square pixels на широкоекранному дисплеї, зазвичай має співвідношення сторін 16:9 або 16:10.
Quad(ruple) (Q)
В чотири рази збільшена кількість пікселів порівняно з базовим стандартом, тобто по дві роздільності в ширину і висоту.
Hex(adecatuple) (H)
В шість разів збільшена кількість пікселів порівняно з базовим стандартом, тобто по чотири роздільності в ширину і висоту.
Ultra (U)
eXtended (X)
Префікси можуть комбінуватись, як наприклад в WQXGA чи WHUXGA.

## Інші роздільності
Також є інші варіанти зі співвідношенням сторін 4:3. Це 1400x1050 SXGA+ і ще один без назви 1152x864 (іноді називається XGA+).